# Hartwig de Lierheim
Hartwig von Lierheim (mort le 24 janvier 1184 à Augsbourg) est le 34e évêque d'Augsbourg de 1167 à sa mort.

## Famille
Il est issu de la noble famille Lierheim, dont le siège est près de Möttingen, dans l'arrondissement de Danube-Ries.

## Biographie
Hartwig est d'abord prieur de Saint-Ulrich.
Le 1er novembre 1167, il est élu évêque d'Augsbourg par le chapitre de la cathédrale d'Augsbourg. Dans le conflit entre l'empereur Frédéric Barberousse et le pape Alexandre III, il est du côté de l'empereur. En 1168, il lui transfère le fief épiscopal vacant du bailliage de l'évêque. L'empereur fragmente ce fief, ce qui entraîne le création d'un vogtei du privilège urbain dépendant de l'évêque et ainsi la base pour qu'Augsbourg devienne plus tard une ville libre d'Empire. En 1177, Hartwig assiste au traité de paix de Venise et participe au concile dirigé par le pape Alexandre III.